# Austria na Letnich Igrzyskach Olimpijskich 1980
Austrię na Letnich Igrzyskach Olimpijskich 1980 reprezentowało 83 zawodników.

## Zdobyte medale
| Medal  | Zawodnik                     | Dyscyplina  | Konkurencja                  |
| ------ | ---------------------------- | ----------- | ---------------------------- |
| Złoto  | Sissy Max-Theurer            | Jeździectwo | ujeżdżenie indywidualnie     |
| Srebro | Wolfgang Mayrhofer           | Żeglarstwo  | klasa Finn                   |
| Srebro | Hubert Raudaschl Karl Ferstl | Żeglarstwo  | klasa Star                   |
| Brąz   | Gerhard Petritsch            | Strzelectwo | Pistolet szybkostrzelny 25 m |